# Mark Kleinschmidt
Mark Kleinschmidt (* 28. Mai 1974 in Oberhausen) ist ein ehemaliger Ruderer, der 1996 eine olympische Silbermedaille im Achter gewann.
Kleinschmidt startete für die RRG Mülheim. 1993 gewann er mit dem Vierer mit Steuermann in der Besetzung Stefan Forster, Mark Kleinschmidt, Ulrich Viefers, Marc Weber und Steuermann Guido Groß die deutsche Meisterschaft und belegte bei der Weltmeisterschaft den dritten Platz. 1994 saß Kleinschmidt im Vierer ohne Steuermann und belegte den sechsten Platz bei der Weltmeisterschaft. 1995, 1996, 1997 und 1999 gewann er die Deutsche Meisterschaft im Achter.
1996 bei den Olympischen Spielen 1996 in Atlanta saß Kleinschmidt im Deutschland-Achter. Frank Richter, Mark Kleinschmidt, Wolfram Huhn, Marc Weber, Detlef Kirchhoff, Thorsten Streppelhoff, Ulrich Viefers und Schlagmann Roland Baar ruderten mit Steuermann Peter Thiede im olympischen Finale fast zwei Sekunden hinter dem niederländischen Boot ins Ziel und erhielten die Silbermedaille. Für diesen Erfolg erhielten er und die Mannschaft des Deutschland-Achters vom Bundespräsidenten das Silberne Lorbeerblatt.